# جيمس ماكورماك
جيمس ماكورماك (بالإنجليزية: James McCormack) هو ضابط أمريكي، ولد في 8 نوفمبر 1910 في تشاتهام في الولايات المتحدة، وتوفي في 3 يناير 1975 في هيلتون هيد أيلاند في الولايات المتحدة.